# Fronhof Wissersheim

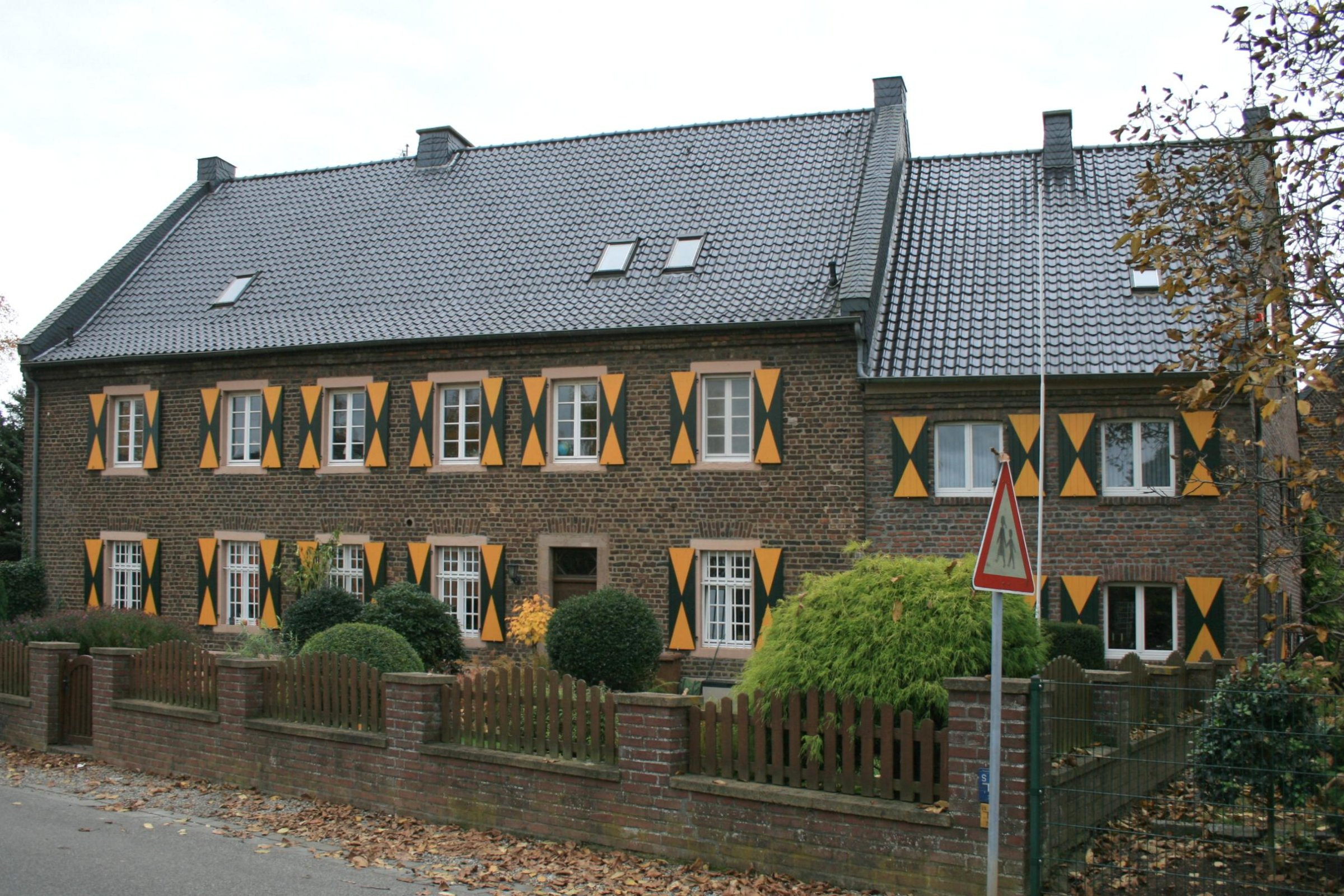
Die Straßenansicht des Fronhofes

Der Fronhof Wissersheim befindet sich in der Ortsmitte von Wissersheim, einem Ortsteil der Gemeinde Nörvenich im Kreis Düren, Nordrhein-Westfalen in der Frongasse.
Ein Maueranker datiert das Gebäude auf das Jahr 1819. Die vierflügelige Hofanlage ist aus Backstein gemauert. Das Wohnhaus besteht traufenständig zu sieben Achsen. Der Haupteingang, eine doppelflügelige Pfeilertür mit Oberlicht, befindet sich im Innenhof in der Mittelachse. Zum Eingang führt eine große Freitreppe. Das Gesims hat klassizistische Ornamente, die Gewände bestehen aus Werkstein. Der flache Giebel hat Thermenfenster in der Mittelachse.
Das aus dem 19. Jahrhundert stammende Hofgebäude wurde teilweise modern verändert. Unter Denkmalschutz stehen das Wohnhaus mit dem westlich angrenzenden Nebengebäuden, die Torgebäude (Hofeinfahrten) an der West- und an der Ostseite, das Scheunengebäude von 1839, die nördlich Giebelwand des ehemaligen Schweinestalles sowie die Hofmauer, auch soweit sie an der Außenseite von Hofgebäuden gebildet wird.
Der Fronhof wurde am 19. März 1985 in die Denkmalliste der Gemeinde Nörvenich unter Nr. 74 eingetragen.